# Троада

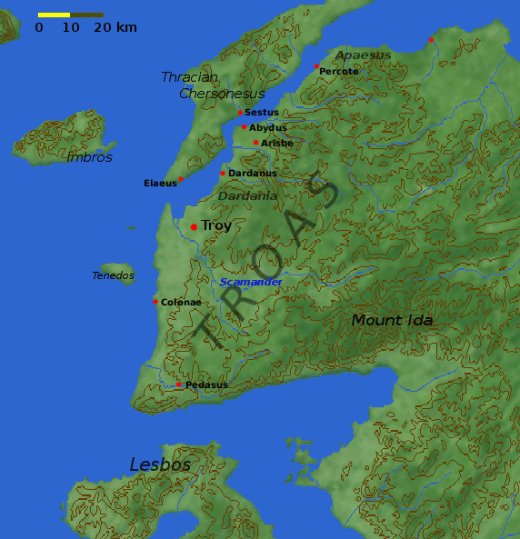
Мапа Троади

39°55′36″ пн. ш. 26°29′56″ сх. д. / 39.9266° пн. ш. 26.499° сх. д.
Троада (дав.-гр. Τρωάς) — антична назва півострова Біга (тур. Biga Yarımadası) на північному заході Малої Азії, який вдається до Егейського моря на південь від Мармурового моря і Дарданелл. Зі сходу відділений від Малої Азії гірським хребтом Іда, висотою до 1774 метрів. В античну епоху Троада була частиною Мезії.
Ландшафт степовий, хоча в південній і східній частині трапляються ліси. Троаду перетинає річка Скамандр, яку живлять гірські джерела Іди.
Відомий тиран Зеніс, поставлений правити перським сатрапом Фарнабазом. Потім його дочка Манія і його зять Мідій (V—IV ст. до н. е.).
У IV ст. до н. е. відомі тирани Ментор, Мемнон і Харідем, які правили як перські васали.
Одним із найдавніших протоміських поселень Троади було Кумтепе. Потім їй на зміну прийшла знаменита Троя (Іліон), а в період еллінізму — Александрія Троадська, звана в Діях апостолів просто Троадою. У регіоні діяла Троадська єпархія Константинопольської православної церкви.
Нині півострів називається Біга і входить до складу провінції Чанаккале.

## Джерело
- Троада в Британській енциклопедії

 Вікісховище має мультимедійні дані за темою: Троада